# Municipio de Grove (condado de Shelby)
El municipio de Grove (en inglés: Grove Township) es un municipio ubicado en el condado de Shelby en el estado estadounidense de Iowa. En el año 2010 tenía una población de 173 habitantes y una densidad poblacional de 1,85 personas por km².

## Geografía
El municipio de Grove se encuentra ubicado en las coordenadas 41°49′42″N 95°30′14″O / 41.82833, -95.50389. Según la Oficina del Censo de los Estados Unidos, el municipio tiene una superficie total de 93.46 km², de la cual 92,95 km² corresponden a tierra firme y (0,54 %) 0,51 km² es agua.

## Demografía
Según el censo de 2010, había 173 personas residiendo en el municipio de Grove. La densidad de población era de 1,85 hab./km². De los 173 habitantes, el municipio de Grove estaba compuesto por el 98,84 % blancos, el 1,16 % eran asiáticos. Del total de la población el 3,47 % eran hispanos o latinos de cualquier raza.